# Ryan St. Onge
Ryan St. Onge (* 7. Februar 1983 in Hartford, Connecticut) ist ein US-amerikanischer Freestyle-Skier. Er ist auf die Disziplin Aerials (Springen) spezialisiert. 2009 wurde er Weltmeister.

## Biografie
St. Onge wuchs zunächst in Connecticut auf, später in Colorado. Zu Beginn trat er auch in der Buckelpisten-Sparte an, erst ab 2000 setzte er ganz auf die Disziplin Aerials. Sein Debüt im Weltcup hatte er am 22. Januar 1999 in Heavenly, wo er den 13. Platz belegte. Die nächsten drei Saisons bestritt er aus schulischen Gründen nur teilweise. 2003 nahm er erstmals an Weltmeisterschaften teil.
Der Aufstieg zur Weltspitze gelang St. Onge in der Saison 2004/05. Nach einigen Top-10-Ergebnissen in den Vorwintern gewann er am 9. Januar 2005 am Mont Tremblant sein erstes Weltcupspringen, drei Wochen später folgte ein weiterer Sieg in Deer Valley. Bei der Weltmeisterschaft 2005 sprang er auf Platz sechs. Ähnlich erfolgreich verlief die Saison 2005/06 mit zwei Weltcupsiegen. Die Olympischen Winterspiele 2006 hingegen endeten mit Platz 18 enttäuschend. Nach einem weiteren Sieg zu Beginn des Winters folgten in der Saison 2006/07 nur mäßige Resultate, das beste Ergebnis in der Saison 2007/08 war ein dritter Platz.
Weitaus erfolgreicher war St. Onge im Winter 2008/09. Er gewann zwei weitere Weltcupspringen und belegte in der Disziplinenwertung den zweiten Platz. Den bisher größten Erfolg seiner Karriere feierte er bei der Weltmeisterschaft 2009 in Inawashiro mit dem Gewinn der Goldmedaille. Im Winter 2009/10 kam St. Onge im Weltcup nicht über einen 13. Platz hinaus. Das beste Ergebnis der Saison erzielte er bei den Olympischen Winterspielen 2010, wo er als Vierter knapp eine Medaille verpasste. In der Saison 2010/11 erzielte er bisher eine Podestplatzierung im Weltcup.

## Erfolge

### Olympische Spiele
- Turin 2006: 16. Aerials
- Vancouver 2010: 4. Aerials

### Weltmeisterschaften
- Deer Valley 2003: 12. Aerials
- Ruka 2005: 6. Aerials
- Madonna di Campiglio 2007: 18. Aerials
- Inawashiro 2009: 1. Aerials
- Deer Valley 2011: 21. Aerials

### Weltcupwertungen
- Saison 2002/03: 7. Aerials-Weltcup
- Saison 2004/05: 6. Aerials-Weltcup
- Saison 2005/06: 5. Aerials-Weltcup
- Saison 2006/07: 8. Aerials-Weltcup
- Saison 2008/09: 5. Gesamtweltcup, 2. Aerials-Weltcup

### Weltcupsiege
St. Onge errang bis jetzt 9 Podestplätze, davon 7 Siege:
| Datum             | Ort            | Land       |
| ----------------- | -------------- | ---------- |
| 9. Januar 2005    | Mont Tremblant | Kanada     |
| 28. Januar 2005   | Deer Valley    | USA        |
| 4. September 2005 | Mount Buller   | Australien |
| 13. Januar 2006   | Deer Valley    | USA        |
| 9. Dezember 2006  | Beida Lake     | China      |
| 30. Januar 2009   | Deer Valley    | USA        |
| 14. Februar 2009  | Moskau         | Russland   |

### Weitere Erfolge
- 3 US-amerikanische Meistertitel (2005, 2008, 2009)
- 11 Podestplätze im Nor-Am Cup, davon 5 Siege
- 2 Podestplätze im Europacup